# Voley Textil 2014-2015
Questa voce raccoglie le informazioni riguardanti il Voley Textil nelle competizioni ufficiali della stagione 2014-2015.

## Organigramma societario
Area tecnica
- Allenatore: José Salazar
- Allenatore in seconda: Carmelo Suarez

## Rosa
| N° | Nome                   | Ruolo | Data di nascita  | Nazionalità sportiva |
| -- | ---------------------- | ----- | ---------------- | -------------------- |
| 1  | Máximo Barcena         | S     | 1º marzo 1989    | Spagna               |
| 2  | Sergi Mata             | S     | 3 marzo 1994     | Spagna               |
| 3  | Miguel Mateo           | S/O   | 27 agosto 1987   | Spagna               |
| 4  | Daniel Ruiz            | S     | 28 giugno 1995   | Spagna               |
| 5  | Daniel Macarro         | C     | 18 novembre 1993 | Spagna               |
| 6  | Roberto Rojo           | L     | 6 dicembre 1983  | Spagna               |
| 7  | Ángel Rodríguez        | S/O   | 11 novembre 1995 | Spagna               |
| 8  | Miguel Henarejos       | P     | 15 ottobre 1976  | Spagna               |
| 9  | Miguel Ángel Egusquiza | S     | 19 maggio 1995   | Spagna               |
| 10 | Alberto González       | S     | 14 aprile 1990   | Spagna               |
| 11 | Angel Ceballos         | S     | 4 aprile 1982    | Spagna               |
| 12 | Víctor Brull           | S     | 29 marzo 1994    | Spagna               |
| 13 | Francisco José Calzón  | C     | 21 luglio 1992   | Spagna               |
| 14 | José María Palencia    | C     | -                | Spagna               |
| 15 | Ángel Gutierrez        | S     | 18 maggio 1997   | Spagna               |
| 16 | Enrique Herrero        | S     | 5 settembre 1995 | Spagna               |
| 17 | Adrián Macho           | L     | 20 agosto 1994   | Spagna               |
| 18 | Pablo Cabrera          | P     | 25 marzo 1987    | Spagna               |